# Hexatoma (Eriocera) aglaia
Hexatoma (Eriocera) aglaia is een tweevleugelige uit de familie steltmuggen (Limoniidae). De soort komt voor in het Neotropisch gebied.